# Van Buren (Arkansas)
Van Buren – miasto w Stanach Zjednoczonych, w stanie Arkansas, siedziba administracyjna hrabstwa Crawford.